# 콘도르 군단

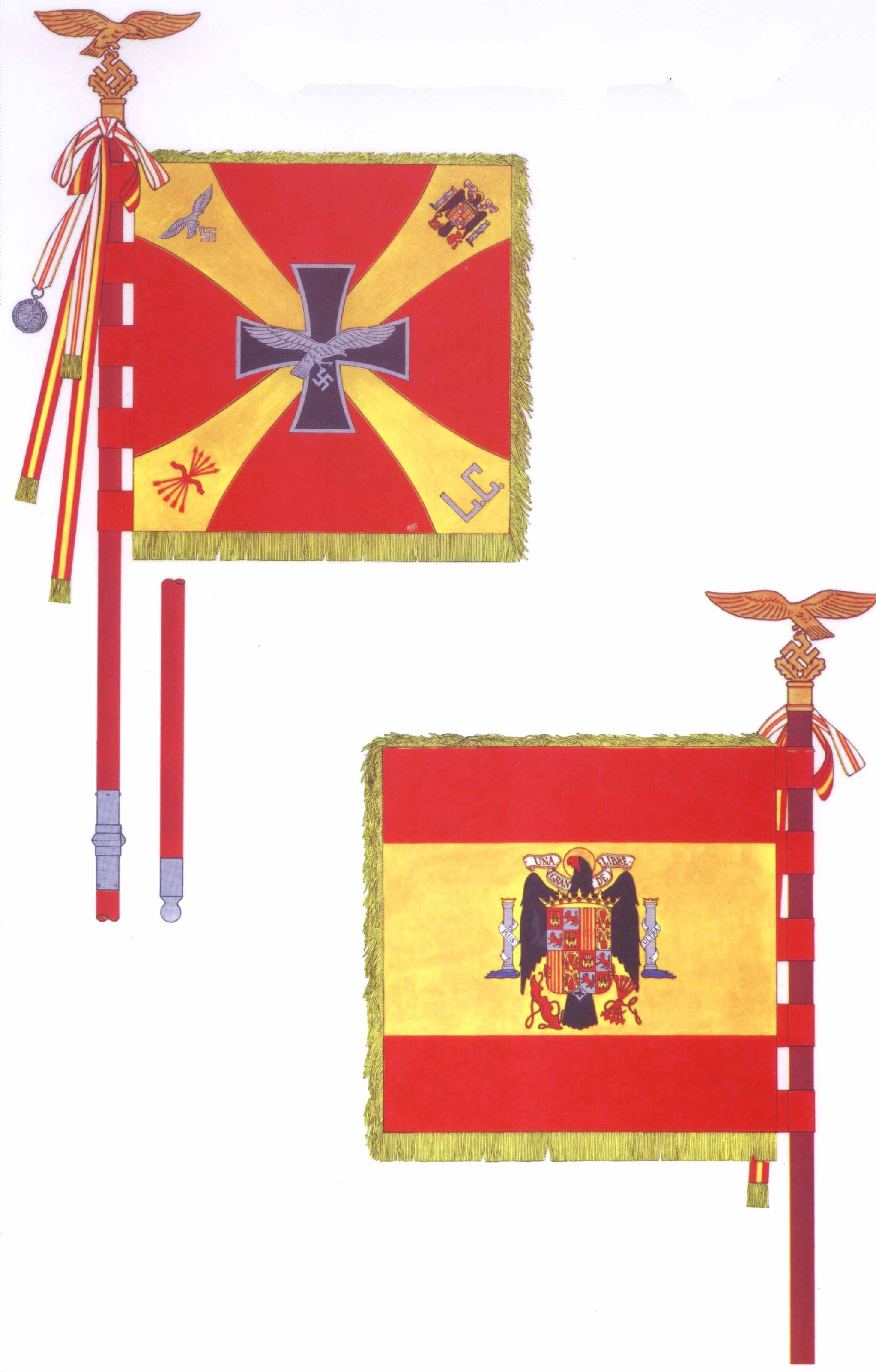
콘돌 군단의 기

콘도르 군단(독일어: Legion Condor)는 스페인 내전에 참전한 독일의용군이다.